# Ronda Manlombang
Ronda Manlombang is een bestuurslaag in het regentschap Padang Lawas Utara van de provincie Noord-Sumatra, Indonesië. Ronda Manlombang telt 1216 inwoners (volkstelling 2010).